# Santa Maria d'Orellà
Santa Maria d'Orellà és l'església parroquial del poble nord-català d'Orellà, a la comuna del mateix nom, de la comarca del Conflent.
Està situada en el costat de llevant del nucli urbà d'Orellà, al costat del cementiri del poble.
Els primers documents que parlen d'Orellà són del segle x (Orelianum, any 957, villa Aureliani, any 978), tot i que la primera notícia de l'església de Santa Maria és del 1046, ja que és esmentada com a confrontació de la parròquia de Sant Feliu d'Aiguatèbia. Sant Martí del Canigó és qui tenia jurisdicció sobre l'església i tot Orellà.
L'església, molt refeta sobretot en època moderna, conserva pocs elements del temple original romànic; només una part del mur nord hi correspon. Santa Maria d'Orellà conserva mobiliari dels segles XVI, XVII i XVIII, entre els quals destaquen un frontal d'altar romànic i una creu processional de transició del romànic al gòtic, probablement tots dos elements procedents de Sant Martí del Canigó, quan, amb l'exclaustració del 1783, se'n repartí el mobiliari entre les seves antigues dependències conflentines.
El frontal d'altar és pintat damunt d'una fulla de pergamí adherida a una taula de fusta. Al centre de la taula hi ha un pantocràtor en una màndorla ovalada, amb els apòstols Joan i Mateu als angles superiors i Marc i Lluc en els inferiors. A banda i banda, els dotze apòstols repartits en grups de tres, formant quatre quadres. Tpt sobre un fons daurat, les figures són severes, amb caràcter ascètic.